# Чонгурі
Чонгурі (груз. ჩონგური; лезгин. чуьнгуьр) — грузинський 4-струнний щипковий музичний інструмент. Корпус грушоподібний, внизу усічений. Корпус виготовляється з різних порід дерева — шовковиці, горіха. Шийка довга з нав'язними або врізними ладами, завершується вигнутою головкою з 3 кілками, що несуть 3 основні струни; 4-я (коротка) струна кріпиться до кілка, що дякається збоку, на середині шийки, на рівні го ладу, і служить своєрідним високим бурдоном. Струни шовкові (чи з капрону). Стрій переважно ре, соль, сі 1-ї октави, ре 2-ї октави. На чонгурі грають переважно жінки, акомпануючи співу; удосконалені чонгурі використовують у оркестрі грузинських народних інструментів.

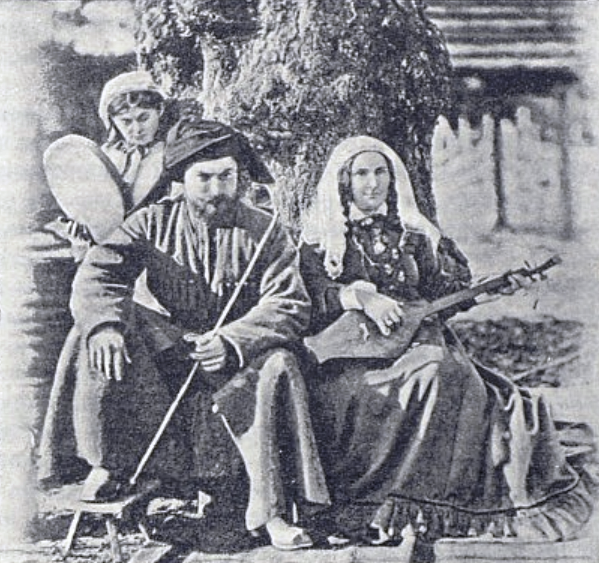
Гурійці з чонгурі

Існують два типи чонгурі — ладовий та безладовий. Грають на чонгурі пальцями, поставивши вертикально інструмент на ліве коліно.